# PET-Flasche

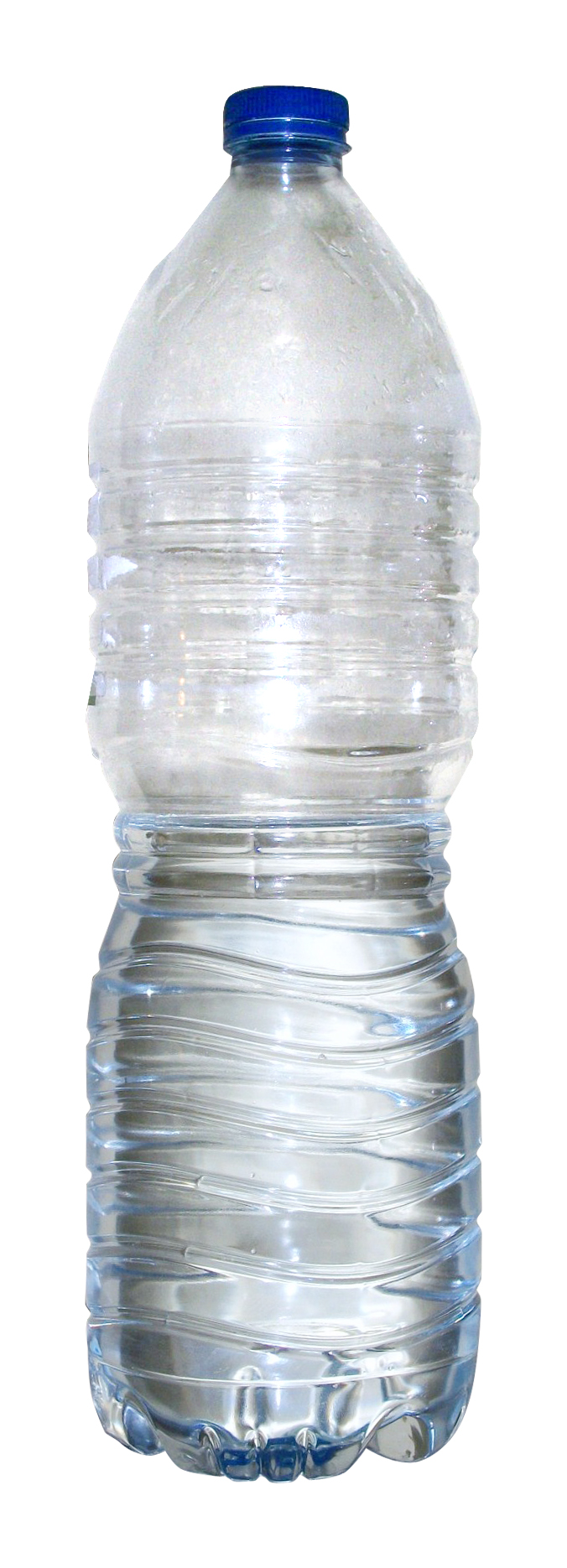
PET-Einweg-Flasche

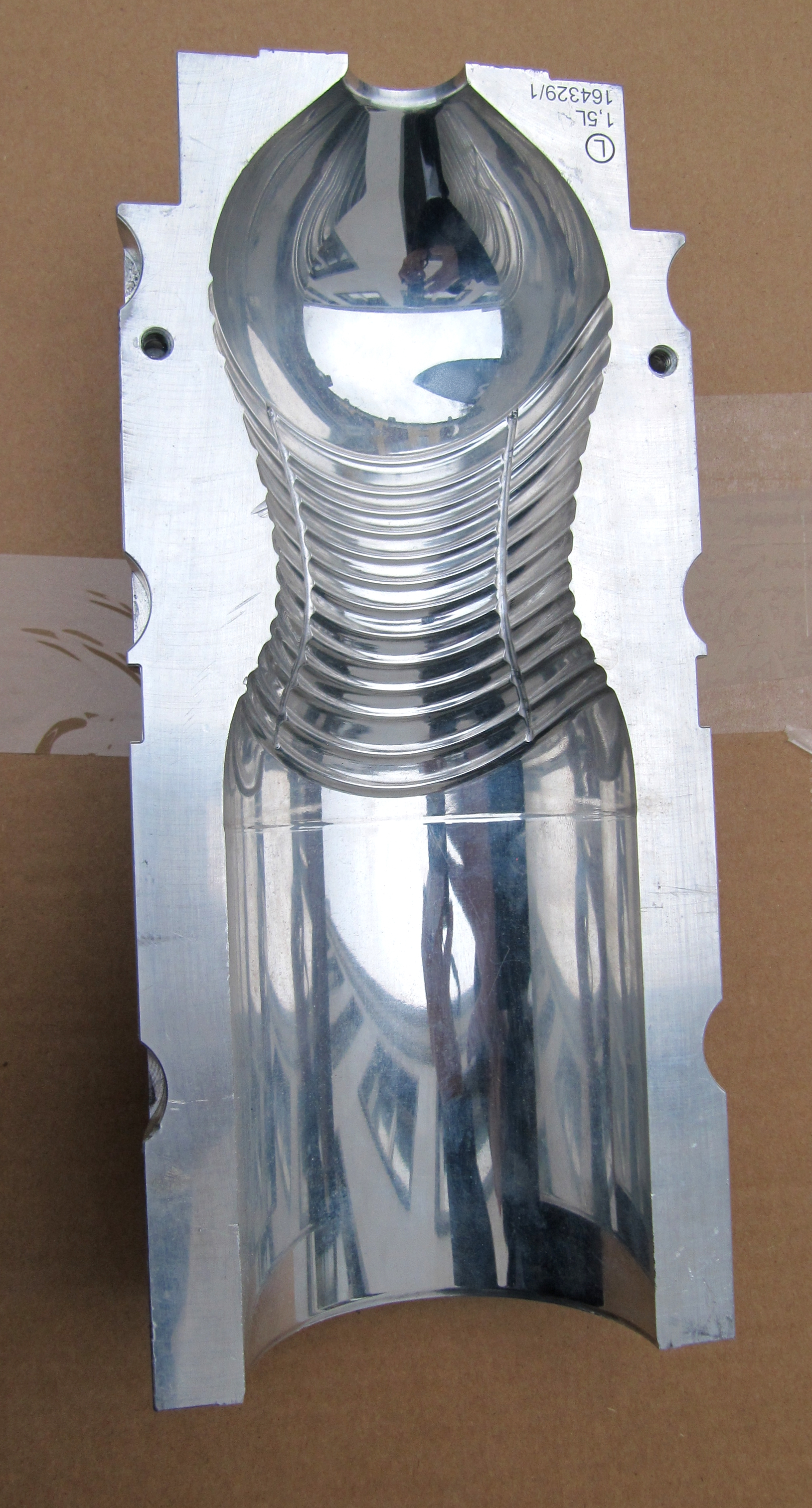
Eine Hälfte einer Form für das Streckblasverfahren

PET-Flaschen sind Behälter aus Polyethylenterephthalat, die mittels eines thermischen formgebundenen Blasverfahrens aus einem formgebunden gespritzten PET-Rohling hergestellt werden und seit Ende der 1980er Jahre unter anderem als Verpackungsmittel mit Schraubverschluss, seltener auch mit Bügelverschluss in der Getränkeindustrie eingesetzt werden. In Ländern mit einem auch Plastikflaschen berücksichtigenden Mehrwegpfandsystem wie dem Mehrwegpfandsystem in Deutschland gibt es neben Einweg- auch Mehrweg-PET-Flaschen, die deutlich dickwandiger und stabiler als Einwegflaschen sind und daher erst nach etwa 20–25 Rückläufen ersetzt werden müssen.

## Geschichte

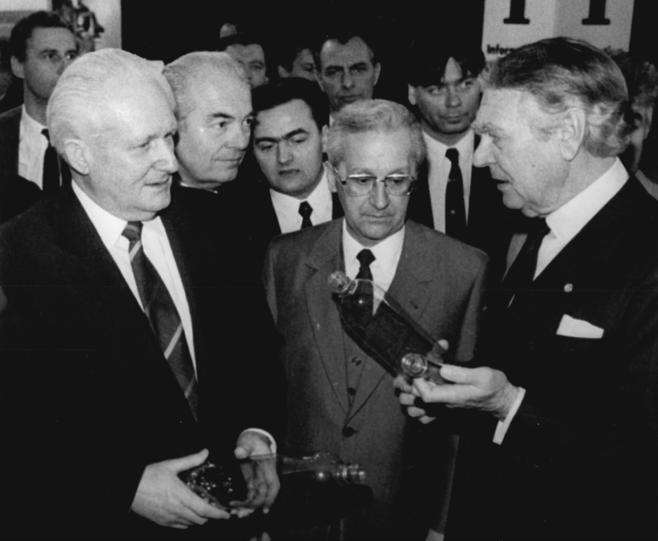
1987: Berthold Beitz (Krupp GmbH), Günter Mittag und Ewald Moldt (DDR) mit PET-Flaschen auf der Hannover Messe

Die Entwicklung der PET-Flasche geht auf die späten 1960er Jahre zurück. Der Forscher Nathaniel Wyeth entwickelte bei DuPont in den USA das seit den 1930er Jahren bekannte PET weiter und ermöglichte dessen Einsatz als formbares Material. Daneben begannen Maschinenhersteller wie der amerikanische Hersteller Cincinnati Milacron und die deutschen Maschinenbauer Bekum Maschinenfabriken, Berlin sowie Heidenreich & Harbeck (später Gildemeister AG) in Hamburg mit der Konstruktion von Hochleistungs-Streckblasmaschinen zur Herstellung von Kunststoffflaschen.
Mit der Einführung einer 2-Liter-Flasche im Jahr 1978 in den USA durch Coca-Cola startete die PET-Flasche ihre Karriere weltweit. Diese PET-Flasche war mit einer Bodenschale aus einem anderen Kunststoff ausgestattet, so dass die Standfestigkeit der Flasche bei einem Innendruck von 5 bar trotz der damals noch unstrukturierten Bodenform gesichert war. PET-Flaschen wurden in Deutschland ca. 1987 zuerst von der Coca-Cola GmbH in Form einer 1,5-Liter-Einwegflasche als so genannte „Einsfünfer“ eingeführt. 1990 folgte dann die laut Eigenwerbung „unkaputtbare“ 1,5-Liter-PET-Mehrwegflasche.
Anfang der 1990er Jahre war die Technologie, einteilige Flaschen aus PET herzustellen, ausgereift und auf dem Markt verfügbar. Diese Tatsache und die Vorgaben für die verkürzte Mindesthaltbarkeit von Getränken hatten die Verbreitung der PET-Flasche auf den Märkten zur Folge. Technische Weiterentwicklungen ermöglichten sowohl Qualitätsverbesserungen (z. B. Beschichtungsverfahren zur Verringerung der Diffusion oder Verfahren zur Heißabfüllung von Saftprodukten) als auch eine höhere Produktivität sowie Energieeinsparungen bei der Herstellung und damit einen wirtschaftlicheren Einsatz des Rohstoffs PET. Zudem konnte das Gewicht vergleichbarer PET-Flaschen je nach Volumen und Verwendungszweck (Einweg-, Mehrwegflasche, Heißabfüllung) erheblich reduziert werden. So verringerte sich das Gewicht von PET-Einwegflaschen von ursprünglich ca. 50 bis 80 g auf das heute gängige Gewicht von ca. 12 bis 35 g. Die seit Anfang der 1990er Jahre eingesetzten PET-Mehrwegflaschen sind aus Gründen der Stabilität schwerer. Eine in Deutschland eingesetzte 1,5-l-Coca-Cola-Mehrwegflasche wiegt heutzutage beispielsweise ca. 112 g.
Der Anteil der PET-Flaschen am Verpackungsmix für Getränke lag 2010 volumenmäßig bei 34 % weltweit. In Deutschland sind PET-Flaschen in Größen von 0,3 bis 5,0 Liter als Einweg- und Mehrwegflaschen im Umlauf und haben für die Abfüllung von kohlensäurehaltigen Softdrinks mittlerweile eine deutlich höhere Verbreitung als die traditionelle Glasflasche (hier vor allem die Normbrunnenflasche). Inzwischen werden auch andere Getränke wie Säfte, Nektare und in geringem Umfang auch Bier in PET-Flaschen abgefüllt.

## Herstellung

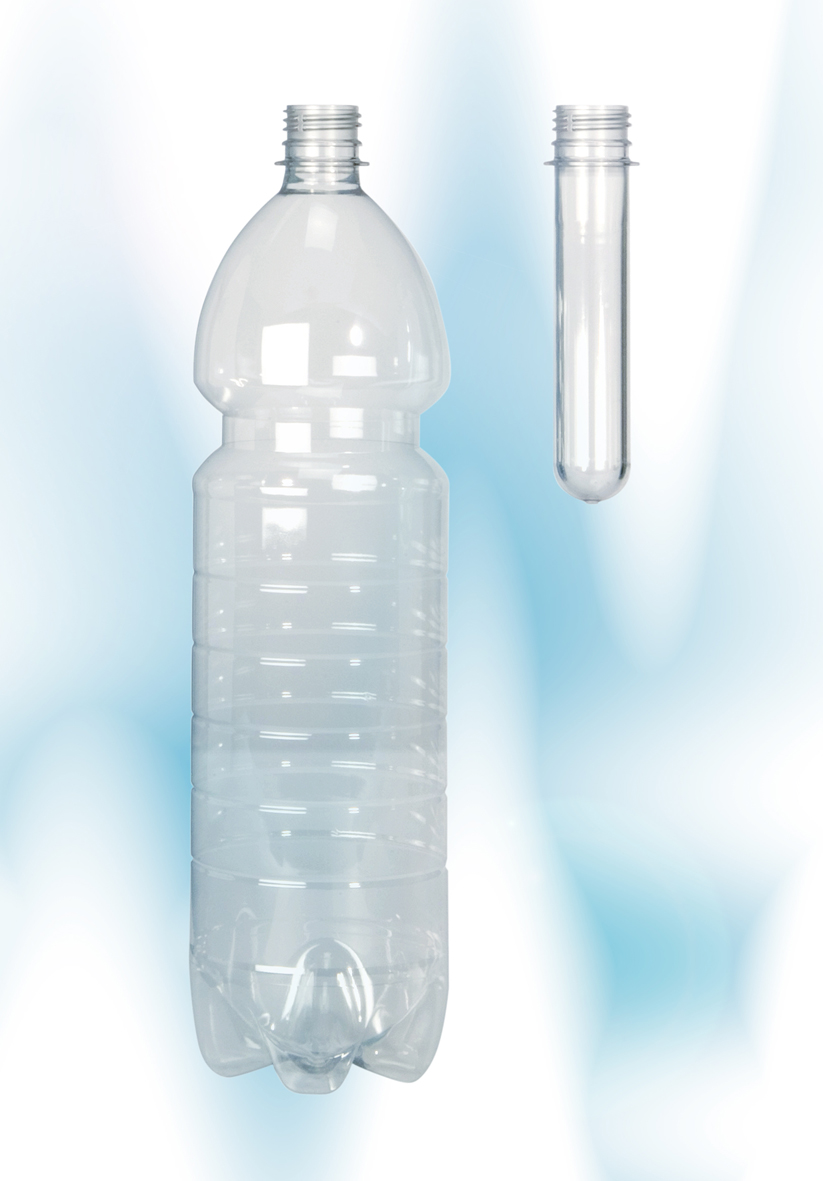
PET-Flasche und Rohling

Spritzblasverfahren

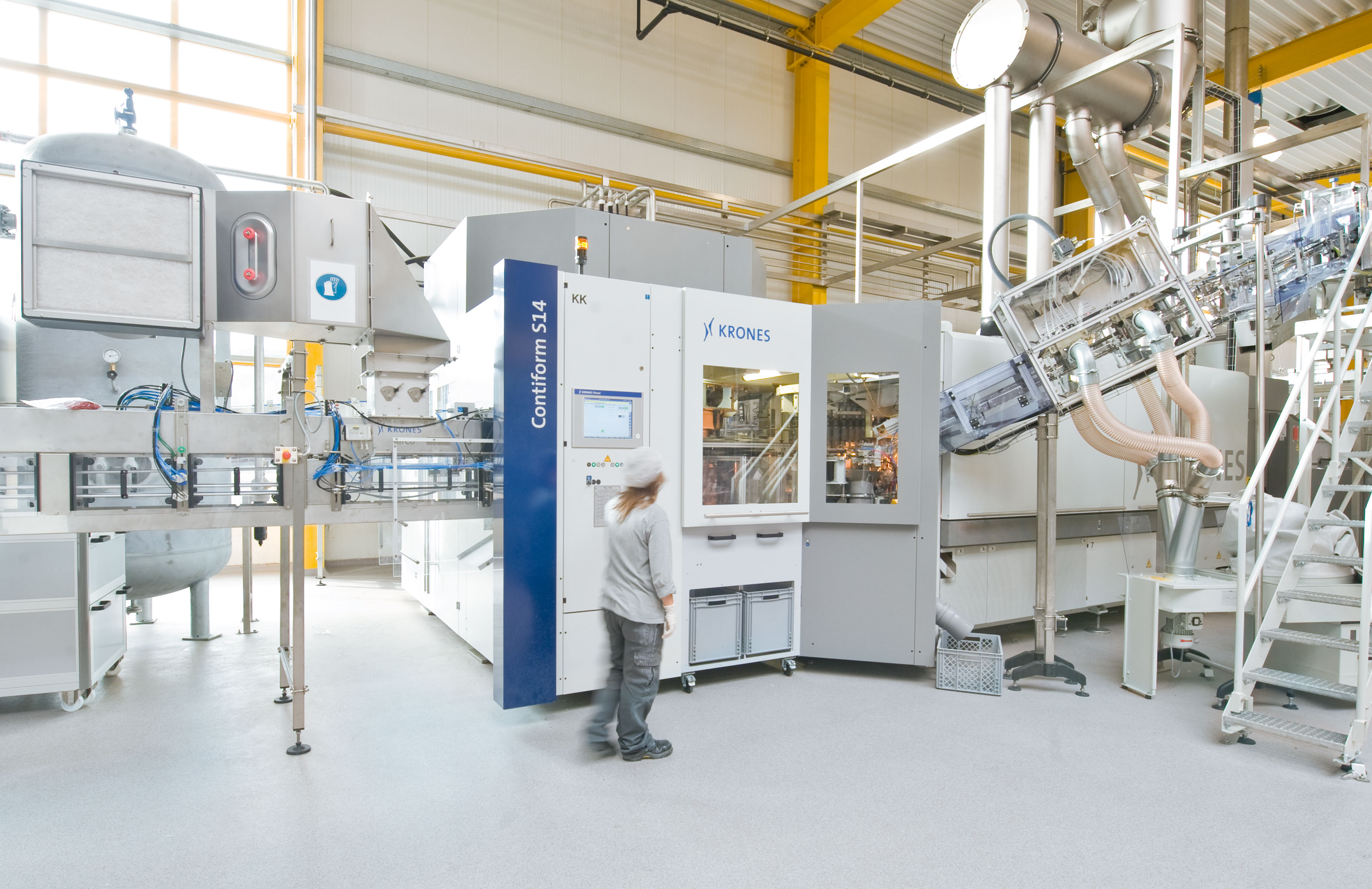
Streckblasmaschine mit Preformeinlauf (rechts), Heizofen (dahinter rechts), Blasrad (Mitte) sowie Flaschenabgabe an die Transporteinrichtung (links)

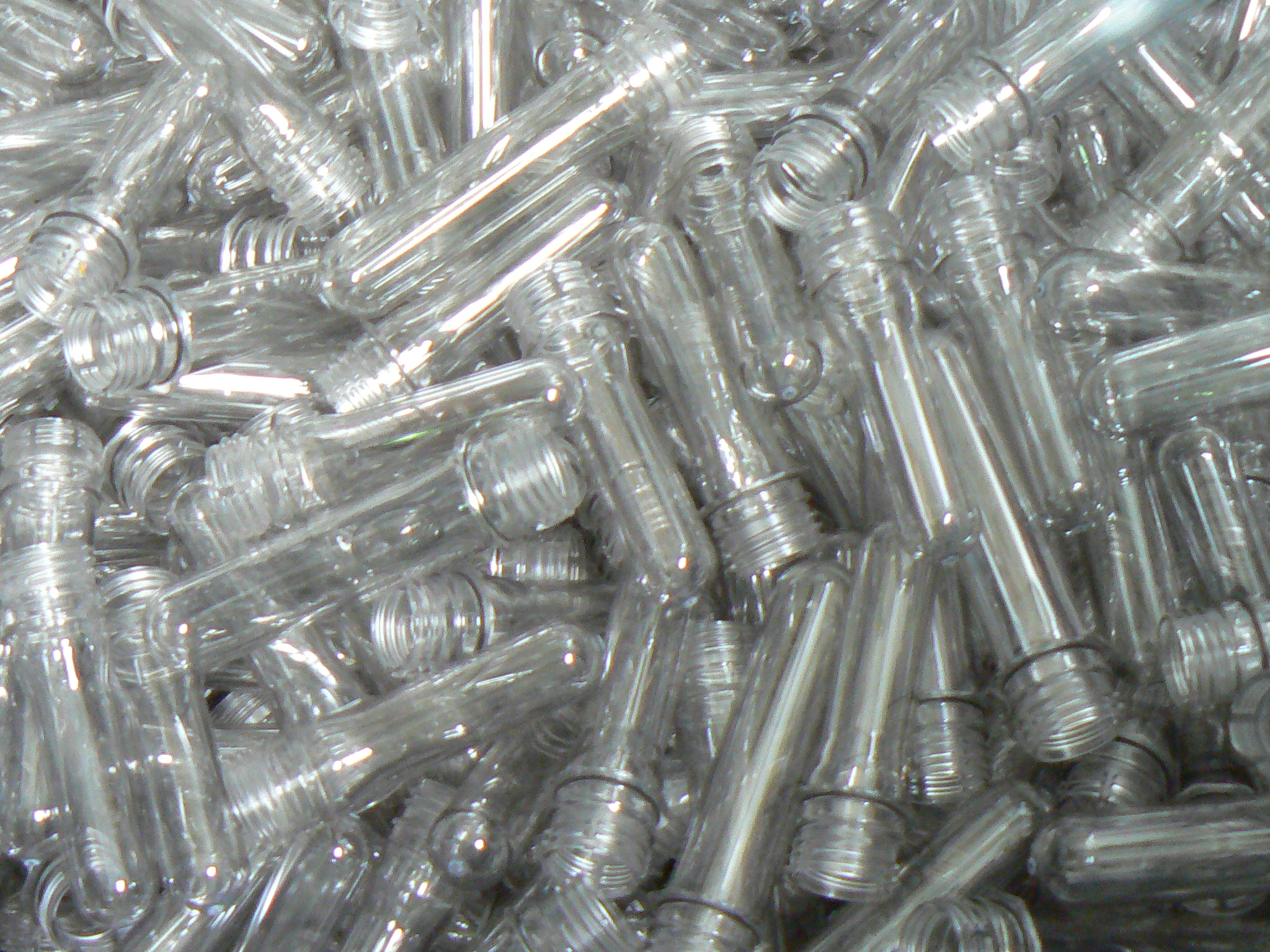
PET-Rohlinge vor dem Aufblasen

Basis für die Herstellung von PET-Flaschen ist die Thermoformbarkeit des Grundmaterials Polyethylenterephthalat. Die PET-Flasche wird in zwei Prozessschritten produziert:
- die Herstellung von PET-Rohlingen (Preforms) im Spritzgießverfahren
- die Herstellung der PET-Flaschen aus den PET-Rohlingen im Streckblasverfahren

Diese beiden Herstellungsschritte können direkt im Kunststoff verarbeitenden Betrieb im Einstufen-Verfahren (Spritzblasverfahren – Injection Stretch Blow Moulding), realisiert werden, so dass die fertigen PET-Flaschen dann zum Getränkebetrieb geliefert werden. Diese Vorgehensweise wird auch mit „Verfahren aus erster Wärme“ beschrieben.
Der weitaus häufigere Fall ist das Zweistufen-Verfahren mit einer Trennung des Spritzgießverfahrens vom Streckblasverfahren (Verfahren aus zweiter Wärme). Die Rohlinge werden bei einem Kunststoffverarbeiter hergestellt und an die Getränkebetriebe geliefert, wo die PET-Flaschen in einer eigenen Streckblasmaschine hergestellt werden. Der Vorteil dieser Verfahrensweise liegt darin, dass die unterschiedlichen Prozesszeiten für das Herstellen von Rohlingen und für das Herstellen von PET-Flaschen nicht aufeinander abgestimmt werden müssen. Zudem ist eine höhere Flexibilität bei der Wahl von Rohlingtypen und -gewichten gegeben. Auch die geringeren Transportkosten für PET-Rohlinge zwischen dem Kunststoffverarbeiter und Getränkebetrieb sprechen für das Zweistufen-Verfahren.
In den meisten Ländern wird Antimontrioxid als Katalysator bei der PET-Herstellung verwendet, welches sich in geringen Spuren in abgefüllten Getränken nachweisen lässt. Die in den Trinkwasserverordnungen verschiedener Länder empfohlenen Grenzwerte von Antimon liegen aber deutlich höher als der Antimon-Gehalt getesteter Getränke.
Da PET-Flaschen hitzeempfindlich sind und daher nicht mit thermischen Sterilisierungsverfahren keimfrei gemacht werden können, bedarf es hierzu einer chemischen Sterilisation, wie z. B. der Wasserstoffperoxid-Sterilisation.
PET-Flaschen verfügen meistens über einen PCO-28-Verschluss, entweder mit 21 mm (Type 1810) oder 18 mm (Type 1881) Höhe, die Verwendung dieses Verschlusses ist aber nicht genormt.

## Vorteile

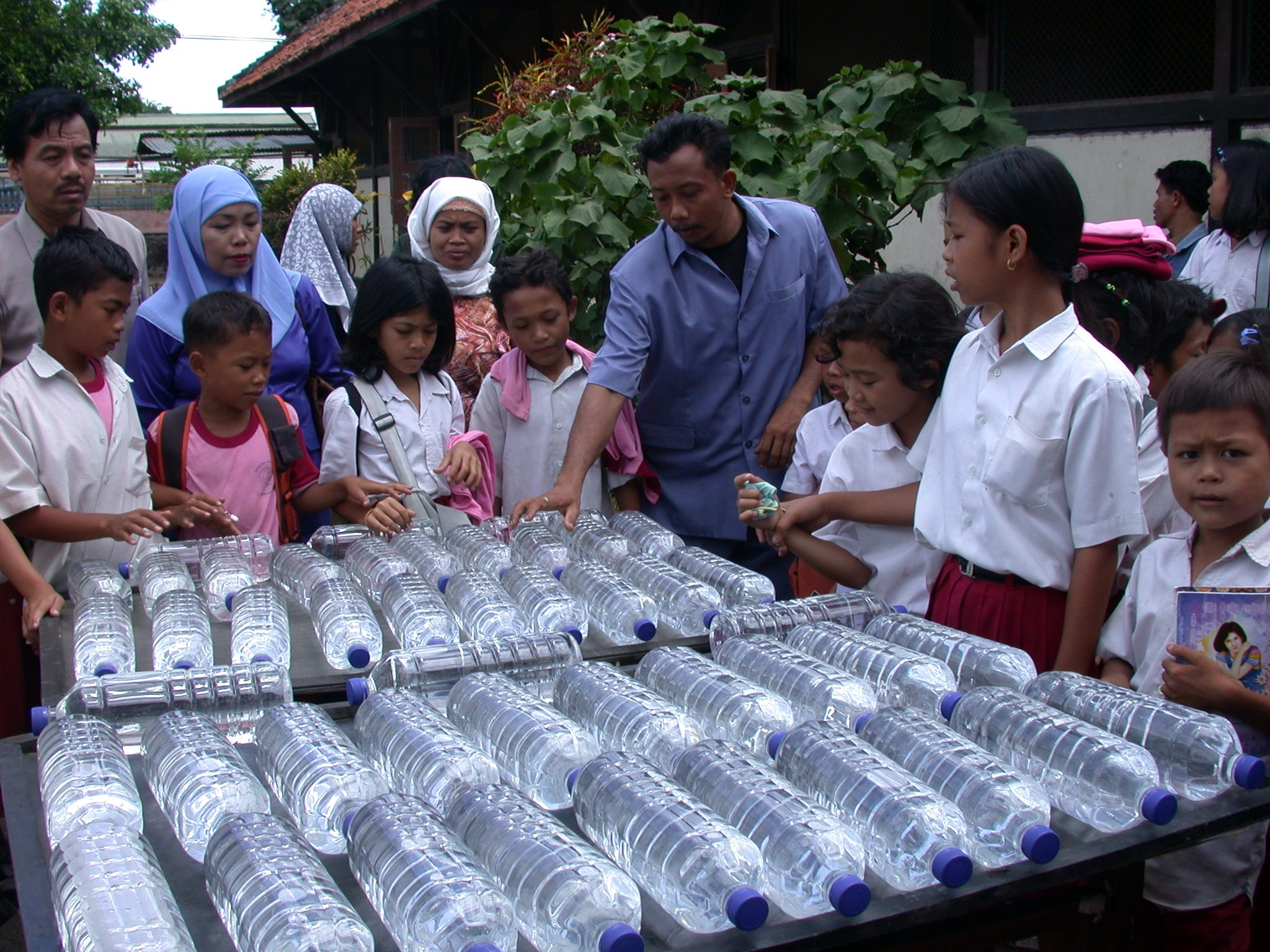
SODIS Anwendungsbeispiel aus Indonesien

Für den Verbraucher sind PET-Flaschen komfortabel in der Handhabung, da sie ein geringes Gewicht aufweisen und nicht bruchanfällig sind. Aus dem geringen Gewicht resultiert außerdem ein niedriger Transport-Energieverbrauch.
PET-Flaschen enthalten im Gegensatz zu vielen Getränkeflaschen aus anderen Kunststoffen kein gesundheitsschädliches Bisphenol A. Trotz der Bezeichnung „Polyethylenterephthalat“ (PET) enthalten PET-Flaschen keine Weichmacher in Form von Phthalaten, die als Xenohormone fungieren können.
PET-Flaschen eignen sich für SODIS, ein einfaches aber wirksames Verfahren zur Wasserentkeimung. SODIS steht für Solar Water Disinfection und beruht auf der keimtötenden Wirkung der UV-A-Strahlung im Sonnenlicht. Die WHO empfiehlt SODIS als eine effektive Methode zur Wasserbehandlung auf Haushaltsebene. SODIS wird in zahlreichen Entwicklungsländern in einer steigenden Zahl von Haushalten angewendet.

## Nachteile

### Kaltentkeimung
Um PET-Flaschen keimfrei abzufüllen, kann die einzufüllende Flüssigkeit nicht, wie bei Glasflaschen üblich, heiß abgefüllt werden. Hier wird auf die sogenannte Kaltentkeimung mit Hilfe von Dimethyldicarbonat (DMDC) zurückgegriffen. Dabei zerfällt DMDC in Getränken aufgrund ihres Wassergehaltes vollständig. Als Abbauprodukte entstehen geringe Mengen Methanol und Kohlendioxid. Diese Stoffe sind u. a. natürliche Bestandteile von Getränken auf Fruchtbasis und von Wein.
Wenn in Getränken Ammoniumionen (NH4+) vorhanden sind und es sich um eine wässrig-saure Lösung handelt, können sich geringste Mengen von O-Methyl-Carbamat (O-Methylurethan) bilden. Dieser Stoff wurde in Weinen, die mit Dimethyldicarbonat (DMDC) entkeimt wurden, nachgewiesen. Er ist auf der Liste der krebsauslösenden Stoffe des Staates Kalifornien zu finden. O-Methyl-Carbamat ist toxikologisch gut untersucht und es hat sich gezeigt, dass er ausschließlich bei sehr hoher Belastung (200 mg/kg Körpergewicht/Tag über 103 Wochen täglich) in weiblichen Ratten eines bestimmten Rattenstamms (F344) Leberkrebs begünstigen kann. Weder bei einem anderen Rattenstamm (Wistar) noch bei Mäusen konnte diese Wirkung beobachtet werden.
Die Europäische Lebensmittelsicherheitsbehörde (EFSA) sieht nach ihrem Bericht aus dem Jahre 2015 bei einer Kaltentkeimung mit DMDC keine Anhaltspunkte für eine Gesundheitsgefahr im Rahmen der zugelassenen Verwendung in Getränken.

### Gasundichtigkeit
PET ist im Gegensatz zu Glas nicht gasdicht. Da Kohlendioxid aus der PET-Flasche herausdiffundiert, können manche Getränke bereits nach einigen Wochen schal und ungenießbar werden; eindringender Sauerstoff führt zu Geschmacksveränderungen und gegebenenfalls zum Verderben des Inhalts. Weil dieses Phänomen mit zunehmender Gefäßgröße abnimmt (→ A/V-Verhältnis), sind die dünnwandigen Einwegflaschen besonders von kohlensäurehaltigen Getränken meist nur in Füllgrößen über einem Liter erhältlich. Mineralwasser und andere kohlensäurehaltige Getränke in PET-Flaschen haben eine deutlich kürzere angegebene Mindesthaltbarkeitsdauer (ca. 40–50 %) als solche in Glasflaschen und Getränkedosen.
Durch Plasmabeschichtungen mit Siliciumdioxid an der Innen- oder Außenseite kann die Gasdichtigkeit erheblich verbessert werden.

### Acetaldehyd
Da der PET-Kunststoff geringere Mengen von nach Wein riechendem, gesundheitsschädlichem Acetaldehyd (Ethanal) in die Flüssigkeit abgibt, wurden in PET-Flaschen anfangs nur süßliche, den Beigeschmack kaschierende Getränke abgefüllt. Die PET-Flaschenhersteller geben an, dieses Geruchsproblem inzwischen in den Griff bekommen zu haben. Das Bundesinstitut für Risikobewertung (BfR) hält die Konzentration von Acetaldehyd in PET-Flaschen für unbedenklich, da sie unter dem gesetzlichen Grenzwert liegt. Gleichwohl ist dieser Stoff, der z. B. zur Ausbildung einer Leberzirrhose führen kann, in PET-Flaschen nachweisbar. Acetaldehyd ist auch ein natürlicher Bestandteil von Früchten und anderen Lebensmitteln wie Käse; teilweise kommt der Stoff dort in wesentlich höheren Konzentrationen vor als in den Mineralwässern aus PET-Flaschen.
Bereits vor der Einstufung dieser Phänomene durch das Bundesinstitut für Risikobewertung (BfR) wurden Verfahren entwickelt, die PET-Flaschen innen mit einer SiO2-Schicht mit einer Dicke im Nanometerbereich zu überziehen (Nanotechnologie). Diese werden jedoch zurzeit von Seiten der Industrie aus Kostengründen nicht sehr häufig eingesetzt.

### Mikroplastik
Neue Untersuchungen des Chemische und Veterinäruntersuchungsamt Münsterland-Emscher-Lippe in Zusammenarbeit mit der Universität Münster zeigen, dass Mikroplastik vom Verpackungsmaterial in Mineralwasser und somit direkt in die menschliche Nahrungskette gelangt. Die meisten der in den PET-Mehrwegflaschen gefundenen Partikel wurden als Polyethylenterephthalat (PET, 84 %) und Polypropylen (PP; 7 %) identifiziert. Die Mehrwegflaschen sind aus PET hergestellt und die Deckel aus PP. Im Wasser der PET-Einwegflaschen wurden nur wenige PET-Partikel gefunden. Im Wasser der Getränkekartons und Glasflaschen wurden weitere Polymere wie Polyethylen und andere Polyolefine gefunden. Dies erklärt sich daraus, dass Getränkekartons mit Polyethylenfolien beschichtet und Verschlüsse mit Schmierstoffen behandelt werden. Daher deuten diese Ergebnisse darauf hin, dass die Verpackung selbst Mikropartikel freisetzen kann.

## Mögliche hormonell wirksame Substanzen aus PET-Flaschen
Obwohl PET kein Bisphenol A oder Orthophthalate (siehe Phthalsäureester) enthält, wurden in zwei 2009 bzw. 2011 von den gleichen Forschern von der Johann Wolfgang Goethe-Universität Frankfurt am Main veröffentlichten Fachartikeln deutliche östrogenähnliche Auswirkungen von PET festgestellt. Gegenstand dieser Artikel sind Studien, in denen die hormonelle Wirkung von Wasser auf menschliche Zellen untersucht und verglichen wurde, welches zuvor entweder in Glas- oder in PET-Flaschen aufbewahrt worden war. Diese Ergebnisse konnten von anderen Forschern allerdings nicht nachvollzogen werden. Das Bundesinstitut für Risikobewertung (BfR) konnte die Ergebnisse der Frankfurter Forscher ebenfalls nicht nachvollziehen. Es konnte keinen Zusammenhang zwischen PET-Flaschen und einer Verunreinigung von Mineralwasser mit östrogenartig aktiven Substanzen feststellen und sieht „für Verbraucher keine Notwendigkeit, auf Mineralwasser aus PET-Flaschen zu verzichten.“

## Recycling
PET-Einwegflaschen werden gesammelt und teils recycelt, teils thermisch verwertet (sie werden in Müllverbrennungsanlagen oder Heizkraftwerken als Feuerungsmittel eingesetzt und ersetzen (Substitutionsgut) dort Gas oder Öl, das sonst eingesetzt werden müsste, wenn der zu verbrennende Müll einen zu geringen Heizwert hat).
In Aufbereitungsanlagen werden die PETs in kleine Flocken, sogenannte „Flakes“, zerhackt, von Fremdstoffen gereinigt, nach Farben sortiert und zu Granulat aufbereitet. Ein Teil dieses Materials kann dem Neumaterial beigemischt und zur Herstellung neuer Vorformlinge in einem Spritzgussverfahren für Getränkeflaschen verwendet werden. Die Herstellung neuer (glasklarer oder farbreiner) Flaschen ausschließlich aus recyceltem Material war bislang nicht möglich. Deutsche, niederländische und US-amerikanische Chemiker haben jetzt zwei Verfahren entwickelt, die künftig PET-Flaschen zu 100 Prozent recyceln können. Beim ersten Verfahren wird das vorgängig mechanisch zerkleinerte Material chemisch gelöst, gefiltert und wieder ausgefällt, beim zweiten Verfahren wird das Material mit Hilfe von Wärme und eines Katalysators in reines PET zurückverwandelt.
Gebrauchtes PET wird auch zur Herstellung von Polyester-Textilfasern verwendet. Weltmarktführer auf diesem Gebiet ist China. Allein im Jahre 2006 wurden knapp vier Millionen Tonnen PET-Abfälle in die VR China exportiert, was etwa 100 Milliarden Plastikflaschen entsprach. Auch die Türkei importierte altes PET, um daraus Textilfasern herzustellen. Der Marktwert sortenreinen PETs lag Mitte 2014 zwischen 400 und 500 Euro je Tonne. Der Materialwert einer gebrauchten 1,5-Liter-Einwegflasche beläuft sich somit auf etwa 1,5 Eurocent.
Der Marktwert von Recycling-PET (Flakes) orientierte sich schon in den 1990er Jahren 100-prozentig an den Kosten der enthaltenen Rohstoffe Terephthalsäure und Ethylenglycol. Daher war ein Einsatz in der chemischen Industrie als Rohstoff-Ersatz für Terephthalsäure/Glycol nicht möglich. Anfang 2018 hat China den Import von Plastikmüll eingestellt. Das Importverbot betrifft auch andere Müllarten wie Elektroschrott, Altpapier und Schlacken aus der Eisen- und Stahlindustrie. Die Regierung in Peking begründete 2018 das Importverbot mit dem Schutz von Umwelt und Gesundheit.

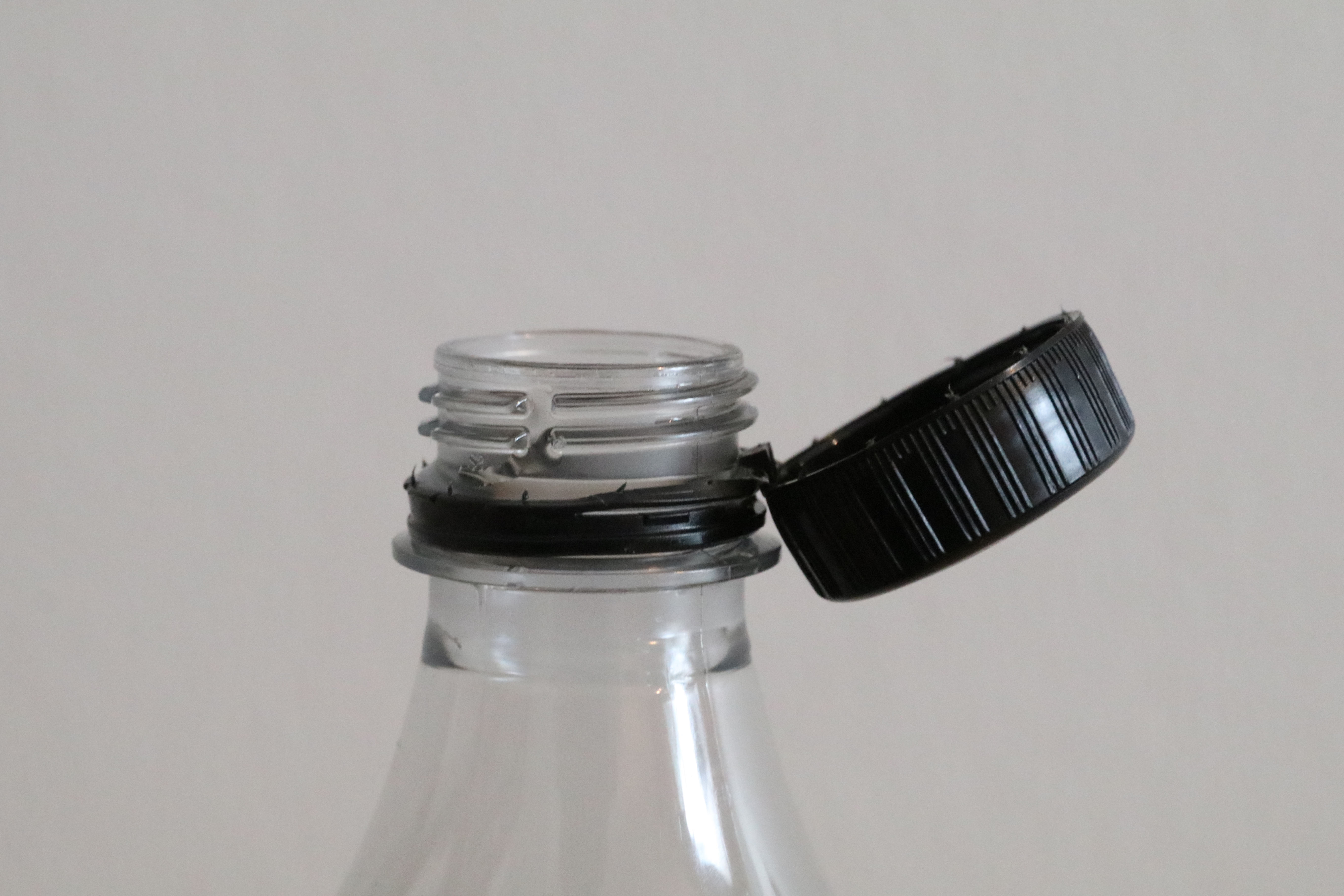
Tethered Cap

Die französische Firma Carbios hat ein Verfahren zur enzymatischen Depolymerisierung von PET-Produkten incl. Textilien mittels bakterieller Enzyme entwickelt. Dabei werden PET-Monomere gewonnen, die sich zu komplett neuwertigen Produkten verarbeiten lassen. Eine Demonstrationsanlage begann im September 2021 ihren Betrieb; mehrere Hersteller stellten mit dem gewonnenen Material Verpackungen her.
Die Richtlinie (EU) 2019/904 (Einwegkunststoff-Richtlinie) sieht ab Juli 2024 sogenannte Tethered Caps vor, also Schraubverschlüsse, die auch nach dem Öffnen mit der Verpackung verbunden bleiben.

### Deutschland
In Deutschland wird ein Großteil der PET-Pfandflaschen über die Leergutsammelstellen der Wiederverwertung zugeführt. So gelangen etwa 30 % der PET-Flaschen in einen „sortenreinen Stoffkreislauf“. Laut einer Marktanalyse der GVM Gesellschaft für Verpackungsmarktforschung wurden 2013 in Deutschland PET-Getränkeflaschen zu 93,6 % recycelt. Die Recyclingbilanz bei pfandpflichtigen PET-Flaschen lag bei 97,2 %. Etwa 80 % des PET-Recyclings fand innerhalb Deutschlands statt, nur ein geringer Teil wurde im Ausland stofflich verwertet. Etwa ein Drittel der im Inland hergestellten PET-Rezyklate wurde im Jahr 2013 für die Produktion neuer PET-Getränkeflaschen verwendet. Weitere Abnehmer waren die Textilfaser-Industrie (29 %), die Folien-Industrie (27 %) sowie sonstige Anwendunge (beispielsweise Bänder oder Reinigungsmittelflaschen) (11 %). Neue PET-Getränkeflaschen bestanden 2013 durchschnittlich zu 24 % aus Recycling-Material (pfandpflichtige Einwegflaschen zu 26 %).
Das Berliner Jungunternehmen share GmbH begann im September 2018 damit, als erster Hersteller in Deutschland nur noch Wasserflaschen aus voll recyceltem Plastik (100 %) zu vertreiben.

### Österreich
In Österreich wurden 1996 rund 7.000 t PET eingesetzt, 2002 lag die Marktmenge bei rund 26.800 t. 2003 erreichte sie das Rekordniveau von rund 33.700 t. Im Jahr 2004 lag sie noch höher, nämlich bei rd. 33.800 t, im darauffolgenden Jahr 2005 stieg sie unter Berücksichtigung der so genannten Zweiweg-Systeme auf rd. 36.400 t. 2006 erreichte die Marktmenge rd. 39.000 t und im Berichtsjahr 2007 schließlich 40.500 t. Die PET to PET Recycling Österreich GmbH – ein Unternehmen der Firmengruppen Coca-Cola Hellenic Österreich, Radlberger Getränke, Rauch-Fruchtsäfte, Spitz und Vöslauer. Weitere Recyclingsanlagen: PET Recycling Team GmbH und Kruschitz GmbH. In der Anlage von PET to PET im burgenländischen Müllendorf wurden seit ihrer Inbetriebnahme im August 2007 rund 43.964 Tonnen PET-Material wieder zu Ausgangsmaterial für neue PET-Flaschen und andere Lebensmittelverpackungen verarbeitet. Nach der Verwertung bei PET to PET steht das aufbereitete Material allen Unternehmen der Getränkeindustrie, die die Anforderungen der Nachhaltigkeitsagenda erfüllen, zur Verfügung. Die Mengen orientieren sich nach dem Prozentsatz ihrer „Inverkehrsetzung“ (laut ARA-Statistik), das heißt, je mehr Flaschen ein Unternehmen per Handel in Umlauf bringt, umso größere Mengen an aufbereitetem Material stehen dem Getränkehersteller zur Verfügung.

## Rücklaufquoten

### Deutschland
Der Umlauf an PET-Flaschen in Deutschland wurde im Jahr 2003 auf etwa 800 Millionen Stück in den Größeneinheiten 1,5 Liter, 1 Liter und 0,5 Liter geschätzt. Mit der Einführung des Pflichtpfands auf definierte Einweg-Getränkeverpackungen am 1. Januar 2003 kam es zu einem sprunghaften Anstieg der Umlaufmengen. Vor diesem Stichtag recycelte das „Duale System“ rund 99 % der gesammelten PET-Flaschen, was einem Anteil von etwa der Hälfte der insgesamt produzierten Flaschen entsprach. Seit Anfang 2003 werden etwa 70 % der deutschen PET-Flaschen direkt von den Verkaufsstellen zurückgenommen. Über die aktuellen Umlaufmengen gibt es derzeit keine verlässlichen Angaben.

### Österreich
In Österreich werden Leichtverpackungen und PET-Flaschen von den österreichischen Sammel- und Verwertungssystemen für Verpackungen gesammelt, sortiert und verwertet. Über die flächendeckenden, lizenzierten Systeme werden Haushalte und Betriebe versorgt (Sammlung, Sortierung und Verwertung von Verpackungsabfällen).

### Schweiz

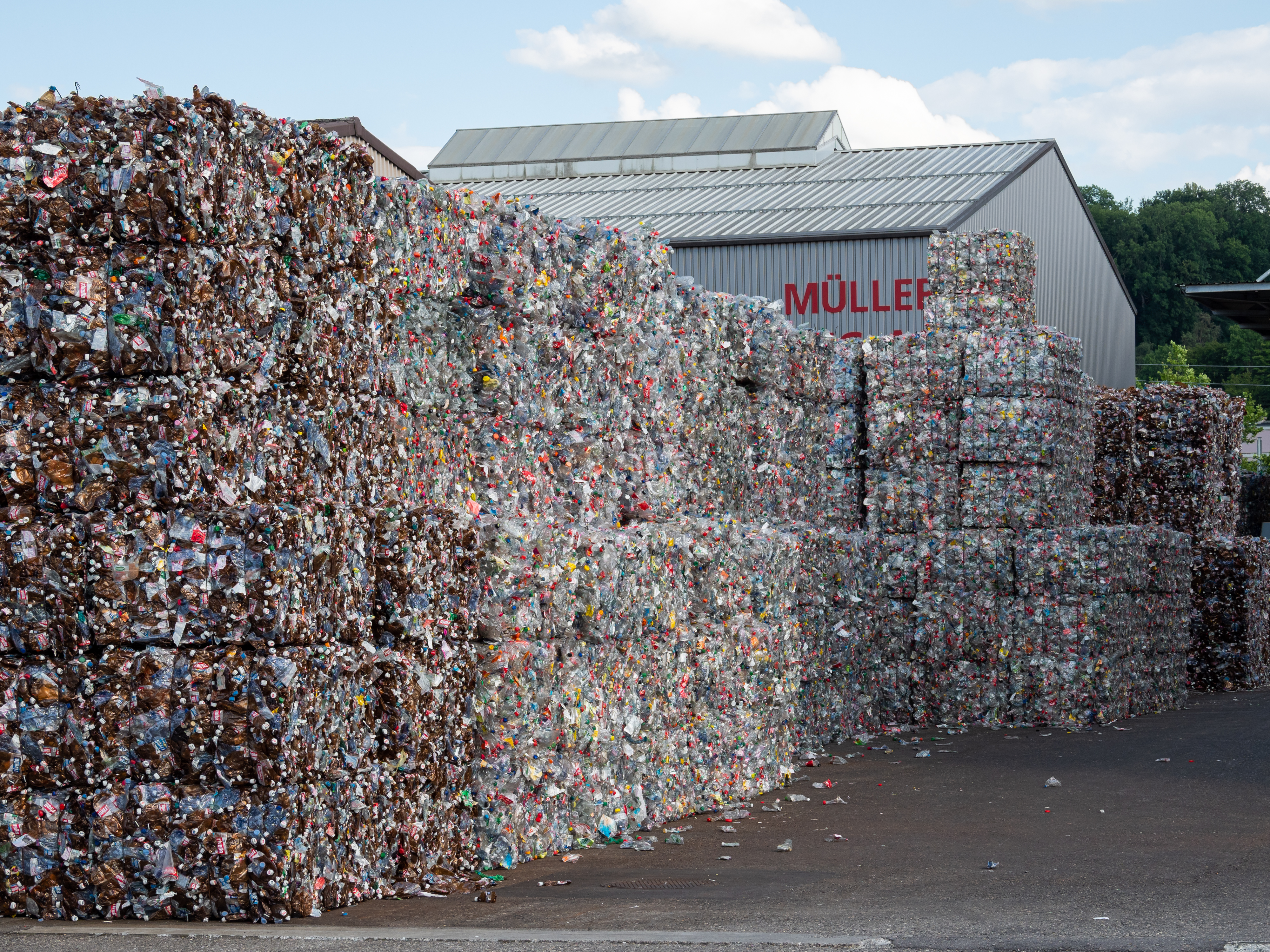
PET-Flaschen-Recycling in Frauenfeld

In der Schweiz ist die „Abgabe und die Rücknahme von Getränkeverpackungen für die Verwendung im Inland“ in der vom Bundesrat erlassenen Verordnung über Getränkeverpackungen (VGV) vom 5. Juli 2000 geregelt. Demnach müssen Händler, Hersteller und Importeure, welche die Getränke in Einwegverpackungen aus PET abgeben, solche Einwegverpackungen auch in allen Verkaufsstellen zurücknehmen. Die Verwertungsquote soll dabei mindestens 75 % betragen. Wird diese nicht erreicht, kann das Eidgenössische Departement für Umwelt, Verkehr, Energie und Kommunikation ein Pfand auf PET-Getränkeverpackungen einführen.
Für die flächendeckende getrennte Sammlung von PET-Einweggetränkeflaschen ist der Verein PRS PET-Recycling Schweiz verantwortlich. Dieser betreibt landesweit ein Sammelstellennetz von insgesamt über 50.000 Sammelstellen, davon befinden sich 9.000 Standorte direkt bei den Verkaufsstellen und 41.000 bei freiwilligen Sammelstellen aus dem Arbeits- und Freizeitbereich.
2016 lag die Rücklaufquote bei einem Verbrauch von 1.6 Milliarden PET-Flaschen bei 82 % (siehe auch Verwertungsquote).

## Auswirkungen auf die Umwelt
Da PET-Flaschen häufig zur Abfüllung von Trinkwasser und Erfrischungsgetränken eingesetzt werden (in Japan 63 % aller Getränkeflaschen), und der weltweite Bedarf dafür aufgrund von Trinkwasserverschmutzung sehr hoch ist machen derartige Flaschen einen großen Teil der Haushaltsabfälle aus. In Österreich bleiben – nach einer Veröffentlichung aus dem Jahr 2011 – im Schnitt 26 Prozent der PET-Flaschen im Hausmüll, in Großstädten noch mehr, in Europa werden nur 48,4 Prozent der PET-Flaschen eingesammelt. Unkomprimierte Kunststoffflaschen im Hausmüll erhöhen das Volumen des Mülls stark, wodurch Deponien (in Ländern, in denen Restmüll noch deponiert wird) schneller gefüllt werden. 

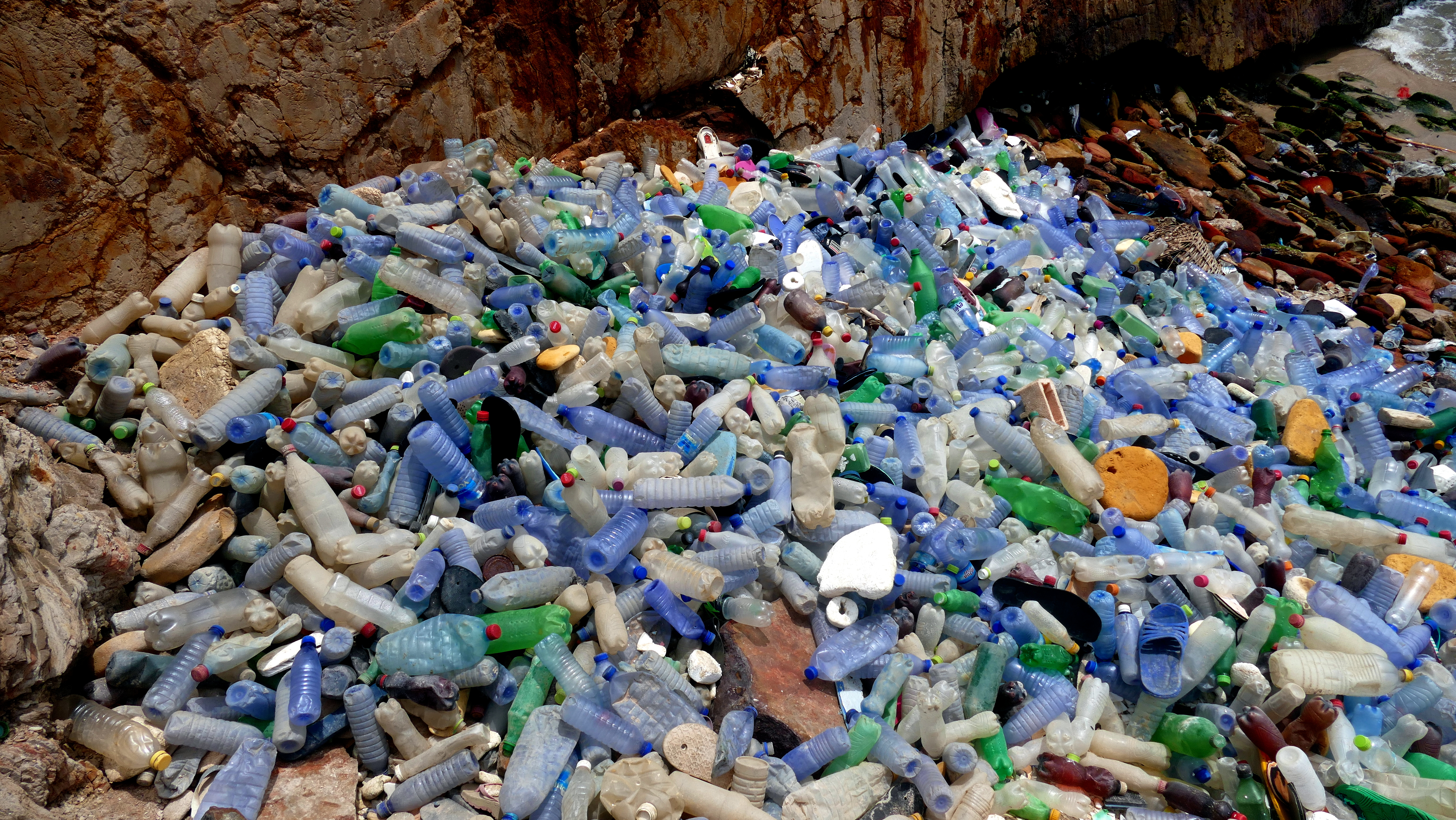
Strandgut an der Oberguineaküste Westafrikas: fast ausschließlich PET-Getränkeflaschen

Besonders in Entwicklungsländern erfolgt die Restmüllentsorgung häufig über Flüsse, und alle Materialien mit einer geringeren Dichte als Süßwasser oder Meerwasser, wozu auch PET-Flaschen gehören, schwimmen als Treibgut und Plastikmüll in den Ozeanen oder verunstalten als Müll-Strandgut die Küsten und Strände.
Zudem stehen Textilfasern aus recycelten PET-Flaschen im Verdacht, durch Abrieb beim Waschen zur Kunststoffmüll-Problematik im Mikropartikelbereich beizutragen. Laut einer Studie, die im Fachjournal Environmental Science & Technology veröffentlicht wurde, reiben Waschmaschinen mehr als 1.900 Mikropartikel – im Durchmesser kleiner als ein Millimeter – pro Waschgang von Fleece-Stoffen aus Polyester- und Acryltextilfasern ab. Sie werden nicht in Kläranlagen zurückgehalten. Gelangen diese Mikropartikel über Abwässer ins Meer, so bilden sie einen Teil des Plastikmülls in den Ozeanen. Derartige Partikel wurden weltweit im Sediment von 18 Stränden gefunden, keine einzige Probe war frei davon.
Die Richtlinie (EU) 2019/904 des Europäischen Parlaments und des Rates legt in Artikel 6 fest, dass die Mitgliedstaaten dafür Sorge tragen sollen, dass Einwegkunststoffartikel, die in Teil C des Anhangs
aufgeführt sind und deren Verschlüsse und Deckel aus Kunststoff bestehen, nur dann in Verkehr gebracht werden dürfen, wenn diese Verschlüsse und Deckel während der für das Produkt vorgesehenen Verwendungsdauer an den Behältern befestigt bleiben.
Zusätzlich zu dieser EU-Richtlinie gibt es in Deutschland ein eigenes Gesetz, das die Rechtslage bezüglich Einwegkunststoffprodukten regelt. Am 3. Juli 2024 tritt §3 der Verordnung über die Beschaffenheit und Kennzeichnung von bestimmten Einwegkunststoffprodukten (Einwegkunststoffkennzeichnungsverordnung – EWKKennzV) in Kraft. Die Hersteller haben bereits Vorkehrungen getroffen, um die Anforderungen gemäß §3 zu erfüllen, welche die Beschaffenheit bestimmter Einwegkunststoffgetränkebehälter regeln.

## PET als Innenhülle für Hochdruckgasflaschen
Die Entwicklung von leichten Gasflaschen für Atemschutz (Feuerwehr), Heliumballons, Kfz-Treibstoff-Gase sowie Flug-, Raumfahrt- und Seenotanwendungen führte vom
- Typ 1 – nur aus Metall (nahtlos; Stahl oder Aluminiumlegierung), über
- Typ 2 – mit Fasern nur am zylindrischen Umfang umwickelte Metallflaschen und
- Typ 3 – Flaschen mit dünnem Metall-Liner, der vollflächig umwickelt ist, zum
- Typ 4 – Flaschen, bei denen auch der Liner, die gasdichte Innenlage aus Kunststoff ist. Nur mehr der Hals besteht aus Metall, mitunter auch noch ein Bodenstück.

Der Kunststoff-Liner dieser Typ-4-Composite-Flaschen wurde zunächst aus HDPE hergestellt. 2014 entwickelt der PET-Flaschen-Blasmaschinenhersteller SIPA für den Gasflaschenhersteller CTS (beide in Italien ansässig) ein Verfahren zum präzisen Blasen von PET-Linern. PET hält Sauerstoff wesentlich besser, denn die Permeabilität von PE ist um den Faktor 40 bis 100 größer (bei 300 bar). Diese Blase kann aus PET dünner und damit leicht gefertigt werden; sie dient auch als Kern für die CNC-Bewicklung mit Carbonfaser-Roving. Mit Epoxidharz als Matrix werden die Fasern fixiert.
Diese für CTS patentierte Bauweise – Typ 4 mit PET-Liner – ergibt die heute leichtesten Gefäße für Betriebsdrucke im Bereich von 100 bis 800 bar.